# Andrea Jansen
Andrea Jansen (* 22. April 1980 in Bern) ist eine Schweizer Fernsehmoderatorin. 

## Leben
Andrea Jansen ist in Bern aufgewachsen und studierte an der Universität Freiburg (Schweiz) Medien- und Kommunikationswissenschaften und Zeitgeschichte. Erstmals einer breiten Schweizer Öffentlichkeit bekannt wurde sie mit der Datingshow Joya rennt der FaroTV, welche sie von 2003 bis 2006 auf Sat.1 Schweiz moderierte. Begonnen hat sie ihre Moderationstätigkeit bei VideoGang. Anfang 2007 moderierte sie an der Seite von Max Loong die dritte Staffel der Castingshow MusicStar auf SF 1. Im Sommer 2008 führte sie durch die erste Staffel der Dokusoap Bauer, ledig, sucht…, welche auf dem Sender 3+ ausgestrahlt wurde. Von Januar bis Ende März 2009 moderierte sie mit Max Loong die vierte und bisher letzte Staffel MusicStar auf SF 1. Von 2009 bis 2012 war sie Moderatorin der Reisesendung SF unterwegs, nachdem sie bereits in der Vorgängersendung einfachluxuriös mitgewirkt hat. Zusammen mit Sven Epiney moderierte sie 2011 die erste Staffel der neuen Castingshow Die grössten Schweizer Talente.
2016 lancierte sie den Blog «Any Working Mom» mit Texten über das Arbeiten, Leben und Reisen mit Kindern. 2024 wurde die Medienplattform umbenannt in «Mal ehrlich». Sie erreicht damit monatlich über 100'000 Lesende.
Jansen ist Mutter zweier Töchter (* 2014, * 2017) und eines Sohnes (* 2012).
Sie lebt seit 2019 mit ihrer Familie auf Hawaii.